# Torre del Roßkopf
La Torre del Roßkopf (en alemán: Roßkopfturm) está situada en la cumbre más alta (737 m) del Roßkopf (Cabeza de Caballo), en Baden-Wurtemberg, Alemania. Es una torre de observación de armazón de acero de una altura de aproximadamente 35 metros y fue construida en 1889. El nombre oficial es Torre Federico en honor del Gran Duque Federico I de Baden.
| |
| Vista panorámica desde la plataforma de la torre de observación desde el norte a través del este hacia el sur |

|                                                                              |
| Vista panorámica desde la plataforma de la torre de observación hacia el sur |

| |
| Vista panorámica desde la plataforma de la torre de observación hacia el oeste, en el fondo, en la bruma, la ciudad de Friburgo |